# Acraea obeira
Acraea obeira är en fjärilsart som beskrevs av Henry Trimen 1891. Acraea obeira ingår i släktet Acraea och familjen praktfjärilar. Inga underarter finns listade i Catalogue of Life.